# Aviastar-TU
Авиастар-Ту

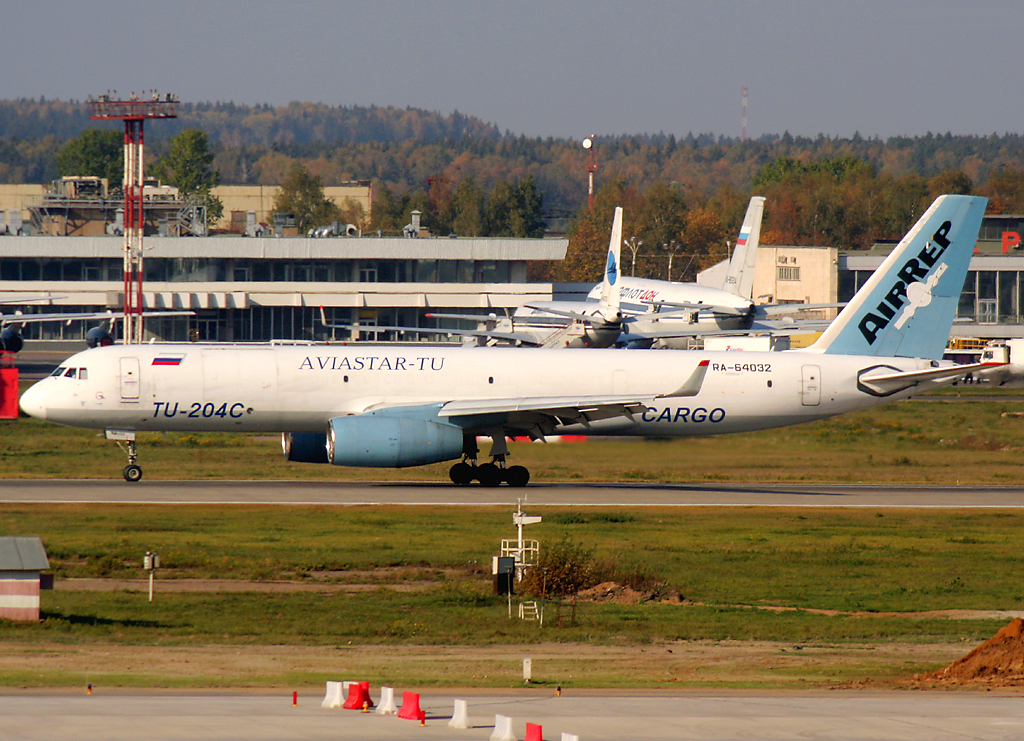
Un avion cargo Tu-204S décolle de Cheremetievo, photo de 2007.

Aviastar-Tu est une compagnie aérienne cargo russe qui effectue des transports sur des avions Tu-204 et Boeing-757. La compagnie figure sur la liste des compagnies aériennes interdites d'exploitation dans l'Union européenne.

## Activité
L'entité juridique est créée à la fin de 1999. En mars 2000, le premier vol international est effectué sur un avion cargo Tu-204S, assemblé à l'usine d'aviation d'Oulianovsk (Aviastar).
En 2000, une collaboration débute avec la société de livraison rapide TNT Express, et en 2003 avec la société DHL Express. En 2019, une collaboration est entamée avec la société de logistique chinoise Cainiao pour la livraison de commandes provenant de boutiques en ligne.
Après l'incident survenu le 22 mars 2010 avec l'avion Tu-204-100 RA-64011, Rosaviatsia impose une interdiction sur l'exécution de transport de passagers en raison de l'absence d'un appareil de réserve au sein de la compagnie aérienne.
En novembre 2011, après la détection par les inspecteurs de piste européens SAFA de plusieurs problèmes critiques, Rosaviatsia impose également une interdiction supplémentaire sur l'exécution de vols vers les pays de l'Union européenne, laquelle est levée à la fin de décembre 2011 après l'élimination des observations détectées par les inspections.
Après l'accident de 2011, il est envisagé de continuer à effectuer des vols charters depuis Domodedovo vers Antalya et Hurghada, cependant, en raison du durcissement des règles d'obtention des autorisations pour les vols internationaux, la compagnie aérienne ne parvient pas à réintégrer le marché du transport de passagers.

## Flotte
La flotte de la compagnie aérienne, en décembre 2023, se compose de 8 avions, dont cinq sont en exploitation et trois en stockage ; à cette date, trois avions Tu-204S et cinq Boeing 757 sont exploités.
L'avion Tu-204S immatriculé RA-64024 est cédé en crédit-bail à DHL en 2008. Le seul avion de passagers Tu-204S restant, RA-64017, est exploité par la compagnie aérienne «Orenair» dans le cadre d'un accord de crédit-bail, puis est cédé en crédit-bail à la compagnie aérienne «Red Wings Airlines» en 2012 ; il est actuellement en stockage.
En mai 2016, «Aviastar-SP» rachète à OOO «Lizing-Avia» la cellule de l'avion RA-64014 pour 420 millions de roubles, et plus de 600 millions de roubles sont dépensés pour l'acquisition de nouveaux moteurs et de composants achetés. Les travaux de restauration et de rééquipement de l'avion chez «Aviastar-SP» débutent en 2016. Selon les informations du portail des marchés publics, la société «Vemina Aviaprestige» se charge du développement et de l'installation de l'intérieur du salon VIP.

## Incidents
Le 22 mars 2010, l'avion Tu-204-100 immatriculé 64011, effectuant un vol de convoyage sans passagers à bord, réalise un atterrissage brutal près de l'aéroport de Moscou-Domodedovo.
Le 24 août 2016, le Tu-204S immatriculé RA-64021, lors d'un vol cargo, effectue un atterrissage brutal à l'aéroport de Norilsk avec un facteur de charge de 3,05 g ; il n'y a pas de victimes ; l'avion est en stockage.
Le 8 janvier 2022, le Tu-204S immatriculé RA-64032 prend feu lors de la préparation au décollage à l'aéroport international de Hangzhou Xiaoshan.

## Sanctions
En raison de l'invasion de l'Ukraine par la Russie et des « violations continues des contrôles d'exportation complets imposés à la Russie », Aviastar-TU est inscrite sur les listes de sanctions des États-Unis. Le 19 octobre 2022, la société est soumise à des sanctions de l'Ukraine.